# Бербанкс Ранч (Калифорнија)
Бербанкс Ранч (енгл. Fairbanks Ranch) насељено је место без административног статуса у америчкој савезној држави Калифорнија.

## Демографија
По попису из 2010. године број становника је 3.148, што је 904 (40,3%) становника више него 2000. године.
| Група             | 2000.         | 2010.         |
| Белци             | 1.986 (88,5%) | 2.605 (82,8%) |
| Афроамериканци    | 4 (0,2%)      | 24 (0,8%)     |
| Азијати           | 126 (5,6%)    | 209 (6,6%)    |
| Хиспаноамериканци | 80 (3,6%)     | 224 (7,1%)    |
| Укупно            | 2.244         | 3.148         |